# Гамбрінус (король)
Гамбрінус (лат. Gambrinus) — персонаж фламандських і німецьких легенд, легендарний винахідник пивоваріння.
Першим (під іменем Гамбрівіус) його в 1519 році згадав німецький історик Йоганн Авентин в «Баварских анналах» (лат. Annales Bajorum). Авентин стверджував, що Гамбрівіус був сином короля германців Марсіуса, взяв в дружини єгипетську богиню Ізіду, яка й навчила його варити пиво. В антверпенському виданні 1574 року, внаслідок друкарської помилки Гамбрівіус перетворився на Гамбрінуса. За іншими версіями легенда про Гамбрінуса існувала задовго до Авентина і він її лише переосмислив та творчо переробив.
Прототипом Гамбрінуса вважають герцога Брабанту Жана I (місцевим варіантом латини його ім'я його писали як Johannes Primus). Герцог і справді сприяв розвитку пивоваріння у своїх володіннях. Подейкували, що Жан I і сам таємно приєднався до гільдії броварів, а майстри тримали в себе його портрет як талісман.
Існують і інші версії походження імені Гамбрінус — від назви стародавнього германського (а може германізованого кельтського) племені гамбривіїв, латинської назви Гамбурга (лат. Gambrivius) або ж Камбре (лат. Cambrivius). Однак жодна з цих версій не має твердих доказів на свою користь.